# Classe Kachine
La classe Kachine est le code OTAN pour une classe de destroyers lance-missiles construits dans les années 1960 et au début des années 1970 pour la Marine soviétique. Leur désignation soviétique était Project 61. Un total de 25 navires ont été construits. Cinq unités modifiées ont été vendues à la marine indienne (classe Rajput) dans les années 1980. Une seule unité, le Smetlivy , est devenue un navire musée exposée à Sébastopol.

## Conception

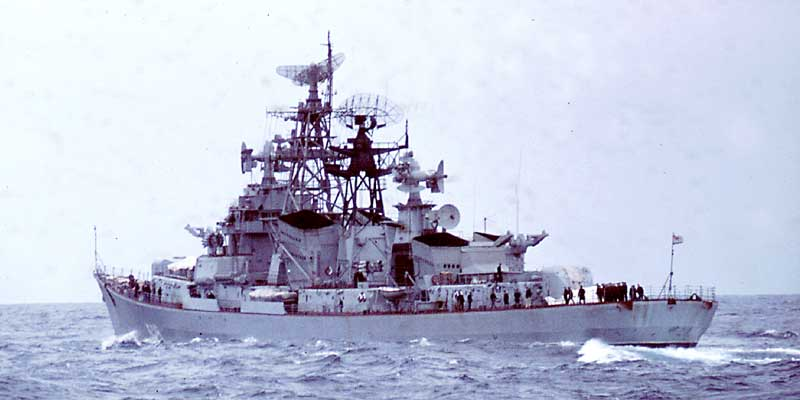
Un destroyer de la classe Kachine en Méditerranée en janvier 1970.

La spécification de conception a été approuvée en 1957; le premier navire a été construit en 1959 et mis en service en 1962. De nombreux nouveaux composants ont été développés pour ces navires, notamment des missiles sol-air, des radars et des moteurs à turbine à gaz. Les turbines à gaz étaient disposées dans deux espaces séparés et pouvaient être retirées via les entonnoirs pour l'entretien. Il dispose de quatre cheminées séparées. Ce furent également les premiers navires soviétiques conçus pour être fermés en raison des retombées nucléaires et disposaient d'une salle d'opérations à l'intérieur du navire plutôt que sur le pont.

## Armement

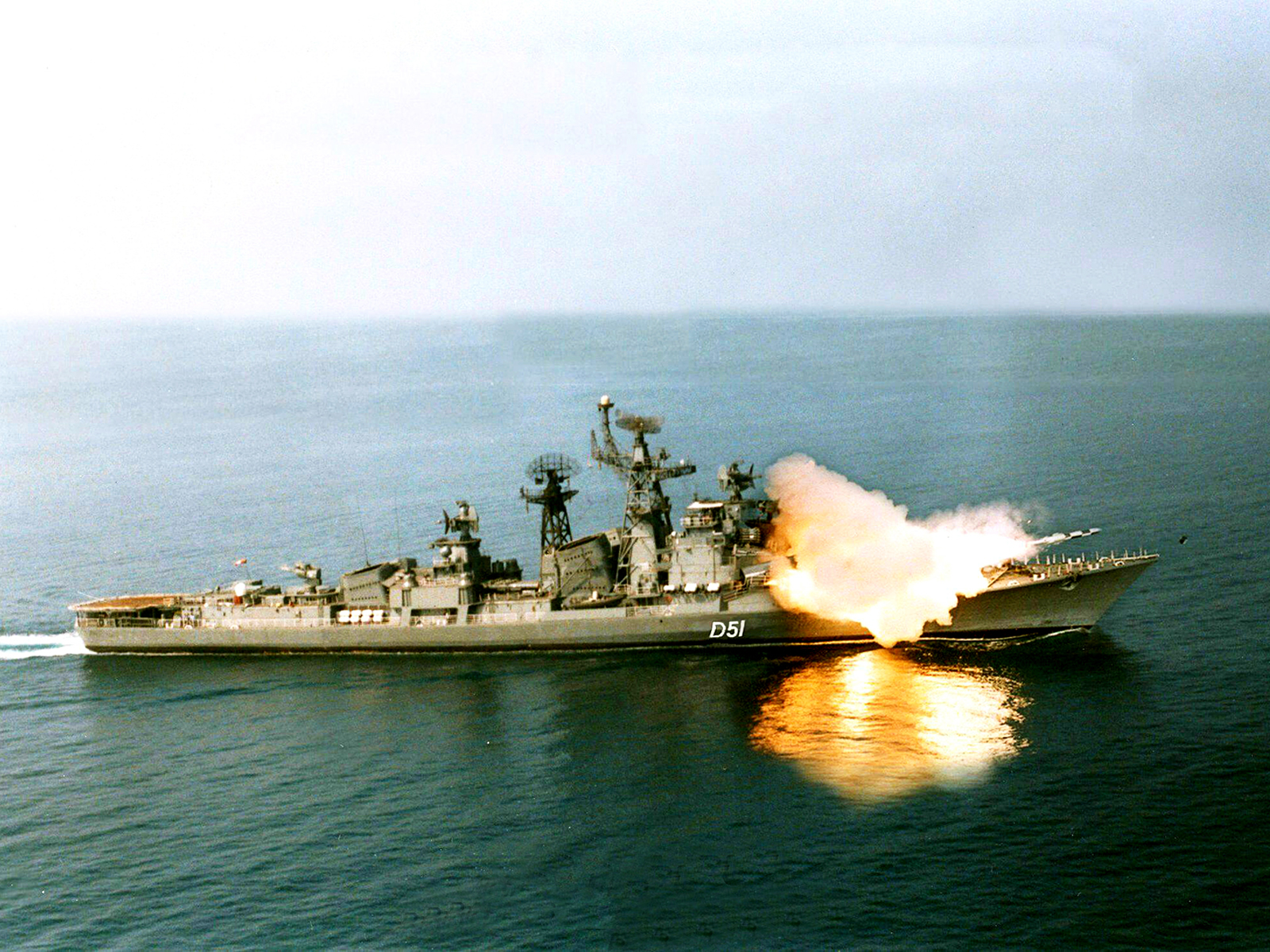
Le INS Rajput (D51) tirant un missile BrahMos.

Six navires ont été modernisés dans les années 1970 sous le nom de Project 61M ou 61MP (Kashin-Mod), en étant équipés de quatre missiles anti-navires P-15 Termit, d'un nouveau sonar remorqué, d'un héliport surélevé et de quatre canons automatiques AK-630 système d'armes rapproché (sigle CIWS en anglais) de calibre 30 mm à courte portée. Les deux lance-roquettes RBU-1000 ont été montés à l'arrière, mais plus tard retirés.
Les navires de la marine indienne ont subi plusieurs modifications au fil du temps. Le INS Rajput (D51) a servi de plate-forme d'essais entre autres pour le missile BrahMos.

## Unités de la classe
| Nom                                      | Quille       | Lancement    | Mise en service | Fin de service                                                                |
| Komsomolets Ukrainy (Комсомолец Украины) | 15. 09. 1959 | 31. 12. 1960 | 31. 12. 1962    | 1991                                                                          |
| Soobrazitielny (Сообразительный)         | 20. 07. 1960 | 04. 11. 1961 | 26. 12. 1963    | 1992                                                                          |
| Provorny (Проворный)                     | 10. 02. 1961 | 21. 04. 1962 | 25. 12. 1964    | 1990                                                                          |
| Obraztsovy (Огневой)                     | 09. 05. 1962 | 31. 05. 1963 | 31. 12. 1964    | 1990                                                                          |
| Odarenny (Одарённый)                     | 22. 01. 1963 | 11. 09. 1964 | 30. 12. 1965    | 1990                                                                          |
| Obraztsovy (Образцовый)                  | 29. 07. 1963 | 23. 02. 1964 | 29. 09. 1965    | 1993                                                                          |
| Otvazhny (Отважный)                      | 10. 08. 1963 | 17. 10. 1964 | 31. 12. 1965    | Coulé le 30 août 1974 à la suite de l'explosion accidentelle de ses munitions |
| Stroyny (Стройный)                       | 20. 03. 1964 | 28. 07. 1965 | 15. 12. 1966    | 1990                                                                          |
| Slavny (Славный)                         | 26. 07. 1964 | 24. 04. 1965 | 30. 09. 1966    | 1991                                                                          |
| Stereguschchiy (Стерегущий)              | 26. 07. 1964 | 20. 02. 1966 | 21. 12. 1966    | 1993                                                                          |
| Krasny Kavkaz (Красный Кавказ)           | 25. 11. 1964 | 09. 02. 1966 | 25. 09. 1967    | 1998                                                                          |
| Reshitielny (Решительный)                | 25. 06. 1965 | 30. 06. 1966 | 30. 12. 1967    | 1989                                                                          |
| Smyszlonyj (Смышлёный)                   | 15. 08. 1965 | 22. 10. 1966 | 27. 09. 1968    | 1993                                                                          |
| Strogy (Строгий)                         | 22. 02. 1966 | 29. 04. 1967 | 24. 12. 1968    | 1993                                                                          |
| Smetlivy (Сметливый)                     | 15. 07. 1966 | 26. 08. 1967 | 25. 09. 1969    | Navire-musée en 2020                                                          |
| Krasny Krym (Красный Крым)               | 23. 02. 1968 | 28. 02. 1969 | 15. 10. 1970    | 1993                                                                          |
| Sposobny (Способный)                     | 10. 03. 1969 | 11. 04. 1970 | 25. 09. 1971    | 1993                                                                          |
| Skory (Скорый)                           | 20. 04. 1970 | 26. 02. 1971 | 23. 09. 1972    | 1997                                                                          |
| Marine indienne                          |              |              |                 |                                                                               |
| INS Rajput ("Nadieżny”)                  | 11. 09. 1976 | 17. 09. 1977 | 04. 05. 1980    | 2021                                                                          |
| INS Rana ("Gubitielny”)                  | 29. 11. 1976 | 27. 09. 1978 | 10. 02. 1982    |                                                                               |
| INS Ranjit ("Lolkiy”)                    | 29. 06. 1977 | 16. 06. 1979 | 24. 11. 1983    | 2019                                                                          |
| INS Ranvir ("Tvyordy”)                   | 24. 10. 1981 | 12. 03. 1983 | 1986            |                                                                               |
| INS Ranvijay ("Tolkovy”)                 | 19. 03. 1982 | 01. 02. 1986 | 1988            |                                                                               |